# 象峰站
象峰站（福州話：/t͡sʰuɔŋ˥˥ huŋ˥˥/）位于中华人民共和国福建省福州市晋安区新店镇秀峰路与满洋路交叉路口北侧，是福州地铁1号线的地铁车站，是其北端终点站，亦是目前福州地铁最北端的车站，车站于2017年1月6日启用。

## 车站结构
象峰站为地下二层局部三层车站，地下一层为站厅层；地下二层为站台层，岛式站台，全长420米，站台宽10.5米。
| 地面层   | 出入口                               | 出入口                 |
| 地下一层 | 站厅                                 | 票务服务、自动售票机   |
| 地下二层 | 1                                    | 1号线 终点站           |
| 地下二层 | 岛式站台，列车运行方向左侧的车门打开 |                        |
| 地下二层 | 2                                    | 1号线 往三江口（秀山） |

### 站厅
象峰站站厅位于秀峰路下方。车站站厅采用白色直线型吊顶与渐变蓝色搪瓷板装修，其由上至下色调逐渐加深的蓝色墙面设计意为舒缓过往乘客的心情。车站设客服中心1处，位于站厅中部，售票机分布于站厅南北侧付费区旁，部分售票机提供榕城通储值卡的充值功能。服务设施设置智能导乘机2处、自动售货机1处、ATM3处，站厅规划设有便利店。车站站厅北端预留了商业区空间。洗手间设置于F出入口通道。

### 站台
象峰站共设置2个1号线站台，采用岛式站台设计，其中1号站台为终点站的落客平台，乘客抵达此站后需由该站台下车；2号站台为开往三江口站的站台。车站站台采用白色直线型吊顶与白色或渐变蓝色搪瓷板装修，服务设施规划设有智能导乘机2处、自动售货机1处。车站北端设有一副双存车线。

### 出入口与周边
象峰站共设6个出入口，已开放C、D、E1、E2、F共5个出入口，无障碍电梯与卫生间均位于F出入口。
| 象峰站出入口信息            | 象峰站出入口信息              | 象峰站出入口信息              | 象峰站出入口信息              | 象峰站出入口信息              |
| --------------------------- | ----------------------------- | ----------------------------- | ----------------------------- | ----------------------------- |
|                             |                               |                               |                               |                               |
| 周边 影像                   | 地面街景，秀峰路（2017年4月） | 地面街景，秀峰路（2017年4月） | 地面街景，秀峰路（2017年4月） | 地面街景，秀峰路（2017年4月） |
| 编号                        | 设施                          | 位置                          | 接驳交通                      | 照片                          |
| 出口 · C                    |                               | 秀峰路西侧，三木城东侧        | 地铁象峰站                    |                               |
| 出口 · D                    |                               | 秀峰路与满洋路路口西北侧      | 满洋路                        |                               |
| 出口 · E · 1                |                               | 秀峰路与满洋路路口西南侧      | 满洋路、象峰中心小学          |                               |
| 出口 · E · 2                |                               | 秀峰路东侧，景山佳园西侧      | 象峰中心小学                  |                               |
| 出口 · F                    |                               | 秀峰路与满洋路路口东北侧      | 地铁象峰站                    |                               |
| 注： 设有电梯 \| 设有卫生间 |                               |                               |                               |                               |

#### 周边
目前象峰站周边多为居民区与待开发的村镇用地，五四北泰禾广场综合体可由E2口出向南步行约350米抵达，国家检察官学院福建分院与李氏宗祠可由C口出步行约450米抵达，崇福寺可由F口出搭乘68路公交至华塑二厂步行抵达，三木城、中央公园、怡园小区等小区可由C、D、E1口出步行抵达，省直秀峰小区、香山春天、君临香格里、秀峰景山佳园等小区可由F、E2口出步行抵达。

## 历史
- 2011年8月15日，车站开始围挡施工。[3]
- 2012年1月3日，车站进入第二阶段围挡施工。[4]
- 2012年3月31日，车站进入第三阶段围挡施工。[5]
- 2012年8月26日，车站进入第四阶段围挡施工。[6]
- 2014年10月，象峰至秀山区间隧道双线贯通。[7]
- 2014年12月16日，象峰站主体结构封顶。[2]
- 2016年10月，象峰站内部已基本完成装修，其中相较于一号线其他车站的统一白色墙面，象峰站采用了渐变蓝色墙面装饰。[8]

## 车站图集

### 街景图片
- 秀峰路（2016年10月）
- 秀峰路（2017年4月）

### 工程图片
| 地面设施                                                                          |
| --------------------------------------------------------------------------------- |
| - 出入口(2016年10月) - 出入口(2016年10月) - 出入口(2016年10月) - 风亭(2016年10月) |